# Bahnstrecke Bentwisch–Poppendorf
| Streckennummer (DB): | 6949                 |                                                          |                                                          |
| Kursbuchstrecke (DB): | —                    |                                                          |                                                          |
| Streckenlänge: | 7,4 km               |                                                          |                                                          |
| Spurweite: | 1435 mm (Normalspur) |                                                          |                                                          |
| Streckenklasse: | D4                   |                                                          |                                                          |
| Stromsystem: | 15 kV, 16,7 Hz ~     |                                                          |                                                          |
| Streckengeschwindigkeit: | 50 km/h              |                                                          |                                                          |
| Zweigleisigkeit: | —                    |                                                          |                                                          |
| |                      |                                                          |                                                          |
| \| \| \| von Rostock Hbf \| \| \| \| \| von Rostock Seehafen \| \| \| \| 0,000 \| Bentwisch \| Bentwisch \| \| \| \| nach Stralsund Hbf \| \| \| \| \| \| \| \| \| 1,939 \| Poppendorf DB-Grenze Infrastrukturgrenze DB/YARA Rostock \| Poppendorf DB-Grenze Infrastrukturgrenze DB/YARA Rostock \| \| \| \| \| \| \| \| 7,00 \| Poppendorf \| Poppendorf \| \| \| 7,40 \| \| \| |                      |                                                          |                                                          |
| Strecke |                      | von Rostock Hbf                                          | von Rostock Hbf                                          |
| Abzweig geradeaus und von links |                      | von Rostock Seehafen                                     | von Rostock Seehafen                                     |
| Bahnhof | 0,000                | Bentwisch                                                | Bentwisch                                                |
| Abzweig geradeaus und nach links |                      | nach Stralsund Hbf                                       | nach Stralsund Hbf                                       |
| |                      |                                                          |                                                          |
| Wechsel des Eisenbahninfrastrukturunternehmens | 1,939                | Poppendorf DB-Grenze Infrastrukturgrenze DB/YARA Rostock | Poppendorf DB-Grenze Infrastrukturgrenze DB/YARA Rostock |
| |                      |                                                          |                                                          |
| Dienststation / Betriebs- oder Güterbahnhof | 7,00                 | Poppendorf                                               | Poppendorf                                               |
| | 7,40                 |                                                          |                                                          |

Die Bahnstrecke Bentwisch–Poppendorf verbindet das Düngemittelwerk Rostock in Poppendorf mit dem Bahnhof Bentwisch und somit mit der Bahnstrecke Stralsund–Rostock.

## Geschichte

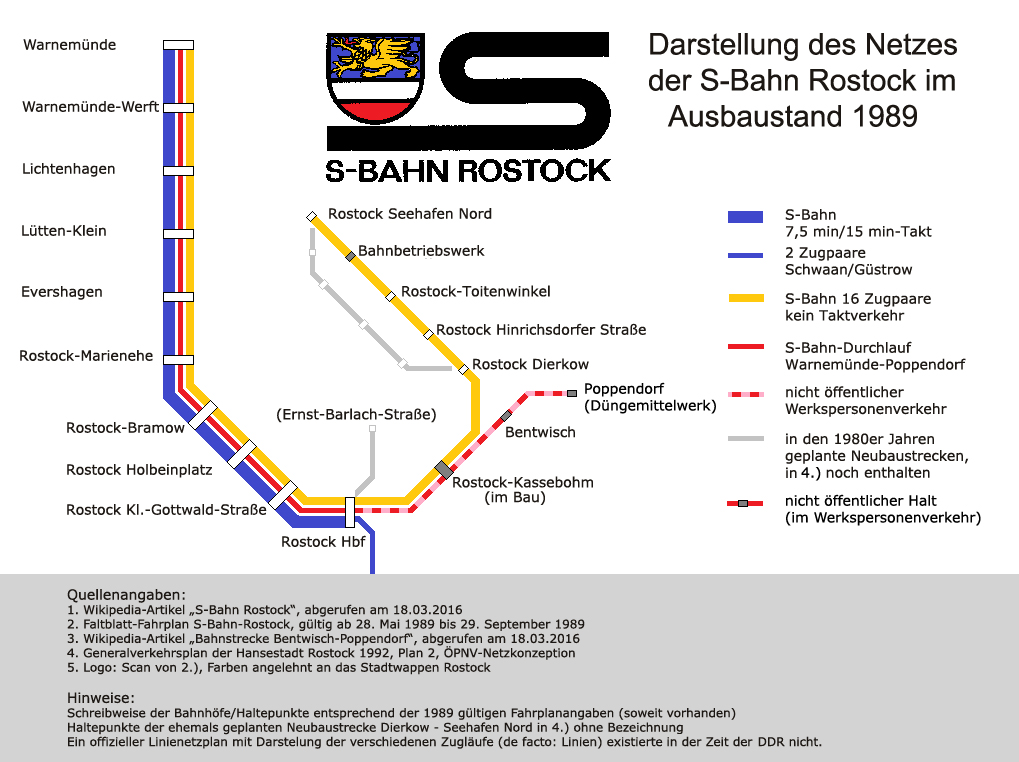
S-Bahn Rostock Netzdarstellung, Stand 1989

Die Geschichte der Strecke ist mit der Geschichte des von ihr angeschlossenen Düngemittelwerkes Rostock verbunden. Das Chemieindustriewerk entstand ab Anfang der 1980er Jahre. Für die Standortwahl war die Nähe zum Überseehafen Rostock entscheidend, wo die Kapazitäten für den Umschlag von Chemikalien geschaffen wurden. Interessanterweise wurde das Werk nicht direkt im Hafen errichtet, obwohl die Flächen dafür vorhanden waren. Bekanntermaßen können die dort unter anderem produzierten Ammoniumnitrat-basierten Produkte explosiv sein, daher waren vermutlich Sicherheitsgründe maßgeblich für den Bau des Werkes abseits größerer Siedlungs- und Industrieanlagen. Die abseitige Lage des Werkes machte den Bau einer Eisenbahnanbindung erforderlich. In der DDR wurde ab 1981 zur Einsparung von Kraftstoffen ein großes Elektrifizierungsprogramm aufgelegt. Die neue Anschlussbahn Bentwisch-Poppendorf profitierte davon. Am 31. Mai 1986 wurde der elektrische Betrieb aufgenommen, bis zum Werkbahnhof ist die Strecke mit Einfachfahrleitung elektrifiziert. Während die Strecke zunächst von der Deutschen Reichsbahn betrieben wurde, ging sie nach 1990 in den Besitz des Werkes von Yara International über.

## Streckenverlauf
Die Strecke beginnt im Bahnhof Bentwisch und verläuft zunächst parallel zur Bahnstrecke Stralsund–Rostock und zur Bundesstraße 105. Nach etwa zwei Kilometern zweigt sie in Richtung Osten ab, führt nahe der Ortschaft Klein Kussewitz entlang, überquert die Landstraße Klein Kusswitz-Volkenshagen auf einer Brücke und mündet in den Werkbahnhof. Die Gesamtlänge der Strecke beträgt, gerechnet ab Bahnhof Bentwisch und ohne die Gleise im Werk, 7,4 km.

## Werkbahnhof
Im Werkbahnhof werden Züge aufgelöst und gebildet. Hier liegen bis zu 14 Gleise nebeneinander. Östlich an den Bahnhof schließen sich die Gleisanlagen im Werk an, wo Be- und Entladestellen erreicht werden. Im südlichen Bereich des Werkbahnhofes befindet sich ein etwa 250 m langer Personenbahnsteig.

## Personenverkehr
Ab 1982 verkehrten Werkspersonenzüge zum Werkbahnhof Poppendorf. Dabei handelte es sich um durchgebundene S-Bahn-Züge der S-Bahn Rostock. Sie fuhren also von Warnemünde über Rostock Hbf mit Halt in Bentwisch bis Poppendorf und zurück. Der Personenbahnsteig in Poppendorf war wie alle Rostocker S-Bahn-Haltepunkte so dimensioniert, dass dort Züge bestehend aus drei vierteiligen Doppelstockeinheiten halten konnten. Die Züge waren ab Rostock Hbf nicht öffentlich, was dort per Lautsprecherdurchsage bekanntgegeben wurde. Die Züge waren im Kursbuch der Deutschen Reichsbahn nicht enthalten. Solche speziell auf den Berufsverkehr zugeschnittene Zubringerverkehre waren in mehreren Großbetrieben der DDR üblich, z. B. auch zum AKW Lubmin. Der Personenverkehr wurde nach der Wende zunächst beibehalten und endete am 31. Dezember 1993.

## Sicherungstechnik
Der Werkbahnhof und der Rangierbetrieb im Werk werden von einem Zentralstellwerk gesteuert, dabei handelt es sich um ein Gleisbildstellwerk vom Typ GS III Sp68. Als Hauptsignale werden Hl-Signale verwendet. Der Bahnübergang an der Straße nach Klein Kussewitz ist durch eine modifizierte WSSB-Haltlichtanlage gesichert.